# 加扬 (加尔省)
加扬（法語：Gailhan，法語發音：[ɡajɑ̃]）是法国加尔省的一个市镇，位于该省西南部，属于勒维冈区。

## 地理
加扬（43°50'38"N, 4°1'55"E）面积5.53 平方千米，位于法国奧克西塔尼大區加尔省，该省份为法国南部沿海省份，南端濒地中海，北起顺时针与阿尔代什省、沃克吕兹省、罗讷河口省、埃罗省、阿韦龙省和洛泽尔省接壤。
与加扬接壤的市镇（或旧市镇、城区）包括：卡尔纳斯、莱克、奥尔图-塞里尼亚克-基扬、圣克莱芒、萨利内勒、萨尔当。

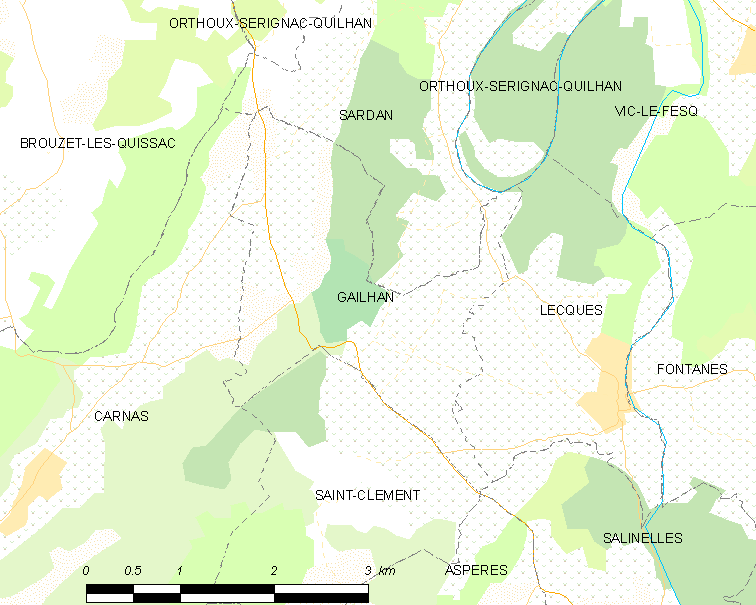
的OSM定位图

加扬的时区为UTC+01:00、UTC+02:00（夏令时）。

## 行政
加扬的邮政编码为30260，INSEE市镇编码为30121。

## 政治
加扬所属的省级选区为基萨克县。

## 人口

1962-2008年间人口变化图示

加扬于2022年1月1日时的人口数量为296人。